# لایبرری ژورنال
لایبرری ژورنال (به انگلیسی: Library Journal) یک نشریه تجاری آمریکایی برای کتابداران است.
در سال ۱۸۷۶ توسط ملویل دوی بنیانگذاری شد. این مجله اخبار مربوط به دنیای کتابخانه با تأکید بر کتابخانه‌های عمومی را گزارش می‌کند و مقالات ویژه‌ای دربارهٔ جنبه‌های فعالیت حرفه‌ای ارائه می‌دهد. همچنین مواد و تجهیزات مرتبط با کتابخانه را بررسی می‌کند. از سال ۲۰۰۸، مجله هر سال کتابخانه‌های عمومی را ارزیابی کرده و در برنامه کتابخانه‌های ستاره‌ای خود به ستاره‌هایی اعطا می‌کند.
«بررسی کتاب مجله کتابخانه» آن هر ماه چند صد کتاب محبوب و دانشگاهی را قبل از انتشار بررسی می‌کند.
بر اساس اولریش، مجله کتابخانه با تیراژ تقریباً ۱۰۰۰۰۰، بالاترین تیراژ را در بین مجله‌های کتابداری دارد.